# Венгерское вторжение в Галицкое княжество
Венгерское вторжение в Галицкое княжество-вооруженное вмешательство войск венгерского короля Кальмана I во внутренние дела Русских княжеств, попытка захвата Галицкого княжества во время княжеских междоусобиц. Окончилось поражением на реке Вагре и бегством венгерской армии.

## Предыстория
Венгерский король Кальман I проводил активную внешнюю политику в отношении своих южных и восточных славянских соседей, рассчитывая присоединить их земли к Венгерскому королевству, и создать обширное королевство в противовес набирающей силу Польше. В частности, как инструмент для «собирания» земель он использовал то, что его соседи на юге и востоке были ослаблены междоусобными конфликтами и борьбой за власть. Так им было подчинено Хорватское королевство, венгерскими войсками в 1097 году при горе Гвозд была разбита армия последнего хорватского короля Петара Свашича. Тот же вариант развития экспансии использовался Кальманом и в отношении русских княжеств.